# アストリッド・サンペ
アンナ・アストリッド・サンペ（Anna Astrid Sampe、1909年5月27日ナッカ生まれー2002年1月1日ファルスタ没）はスウェーデンのデザイナー。主にテキスタイルの分野で活躍し、北欧のモダンテキスタイルデザインの発展に大きく貢献した。

## 経歴
テキスタイル製造業に従事していたオットー・ペテルソン・サンペとアンナ・ラーソンの娘として生まれる。1919年に家族で移住したボロースで育つ。幼い頃から、宿題をした後にはテキスタイル作りを手伝うなど才覚を現していた。1928年から1932年までストックホルムのアートスクール、コンストファックで学ぶかたわら、ロンドンのロイヤルカレッジ・オブ・アートでも学ぶ。一方でスウェーデンのクラフト組合の一員となる。卒業した後1934年にはドイツ、フランス、イタリア、チェコスロヴァキアを旅行し、その経験は後のテキスタイル制作において大きな影響をもたらす。
1936年にはストックホルムの百貨店NK（エヌコー）に就職し、一年後には同社で新しく発足したテキスタイル部門の主任となる。戦後1950年代に入り、質が高くデザイン性の高いテキスタイルへの需要が高まる中、エヌコーは「署名入りテキスタイル」プロジェクトを立ち上げ、サンペがプロジェクト主任として任命される。このプロジェクトでは高品質で公共スペースでの使用にも適したテキスタイルを生み出すため、建築や芸術、科学などさまざまな分野から12名が選ばれ、デザインを担当することになった。12名の中には建築家のアルヴァ・アールトやスヴェン・マルケリウス、グラフィックデザイナーのオーレ・エクセル、工業デザイナーのスティグ・リンドベリなどが含まれている。1954年にはエヌコーで展示会が開催され評判となる。同展覧会はそれまでとくに認識されることのなかったテキスタイルデザイナーの名前を世間にアピールする上でも大きなきっかけとなった。1960年にはテキスタイル部門の管理職に任命され、同社の取締役の一人となる。
サンペはスウェーデンで初めて防水かつ難燃性のグラスファイバーの基盤を作った人物とされている。
1939年にはニューヨークで開催された万博のスウェーデンパビリオンのインテリアデザインをスヴェン・マルケリウスとともに担当している。1955年にヘルシンボリで開催された展覧会、H55ではアストリッド・サンペ、マリアンヌ・ニルソン、アルメダールス社によるスウェーデンリネンの革新的なシリーズ『リネン・ライン（Linnelinjen）』が発表された。同シリーズではパターンや色彩において新しいアイデアが寝具やナプキン、キッチンクロスなどに表現された。同展では赤と黒のシンプルな縞をデザインした麻のキッチンタオル『Kökstrivsel』が「より美しい日用品を」のスローガンとともに発表された。このキッチンタオルは現在もヴァームランドにあるリネン織物会社のクラスボルスにより製造されている。
1950年代のスウェーデンではプリントのキッチンタオルは画期的な存在であり、人気を博した。とくにサンペがデザインした『ペーションさんのスパイスラック』（1950年代初頭に画期的なスパイスジャーシリーズを作った陶芸家のシグネ・ペーション・メリンからインスピレーションを受けた作品）は注目された。1952年にはシンナにあるカーペット製造会社カストホールとのコラボレーションで、控えめな縞と幾何学模様のウィルトンシリーズのカーペットをデザインした。
1946年からは多くの建築家とともに公共デザインにおけるテキスタイルを手がけ、一方でワシントンや東京にあるスウェーデン大使館を含む多くのインテリアデザインを手がけるなど国家的事業にも関わった。その中にはストックホルムにあるテクニカルカレッジホールのテキスタイルインテリアや、ニューヨークの国連ハウスにあるダグ・ハマーショルド図書館のカーペットなどが挙げられる。この図書館のカーペットのパターンは5大陸が5種の樹木で表現されている。1948年からはコネチカットにあるアメリカ最大のカーペット製造会社、クノール社のインターナショナルテキスタイル部門でも仕事を持った。1949年にはロンドンで英国王室名誉工業デザイナーに選ばれている。ニューヨークやロンドンではたびたび展覧会を開催している。
1972年にはサンペはエヌコー百貨店を離れ、ストックホルムに自身のデザインスタジオを構え、テキスタイルや内装デザインを手がけた。
1937年と1939年の世界万博に参加したほか、1960年にはスウェーデンの手工業を紹介する大規模な展覧会『トリビュート・トゥ・スウェーデン』にも参加している。美術キュレーターのヴェラ・ユーソンとともにテキスタイルの本も出版している。サンペの作品はストックホルムにある国立美術館をはじめヨーテボリのRöhsska Museum美術館、ニューヨークのMOMA美術館、ロンドンのヴィクトリア＆アルバート美術館、ミネアポリスのウォーカー・アートセンター・ミュージアム、トロンハイムの国立現代美術館などに所蔵されている。

## 家族
1936年〜52年の間は出版業者の息子ステン・フルトベリ (1909–2002) と結婚していた。ステン・フルトベリは出版業者であり後に広告のスペシャリストとなるアルビン・エルンスト・ルドヴィグ・フルトベリとナンシー・エルサ・ソフィア・ローセングレンの息子。結婚当初サンペはフルトベリの姓を名乗っていたが、その後、サンペ=フルトベリとしている。1939年には娘のモニカ・バックストローム、1942年には息子のヘンリク・フルトベリを授かっている。娘のモニカもテキスタイルデザイナーとして活動していた。

## 賞歴
- ミラノ・トリエンナーレ　グランプリ（1954年）
- グレゴール・パウルソン賞（1956年）
- カリフォルニアステート・フェア　金賞（1961年）
- ヨーテボリ大学　芸術学部名誉博士号（1989年）[12]